# Uranometria nova

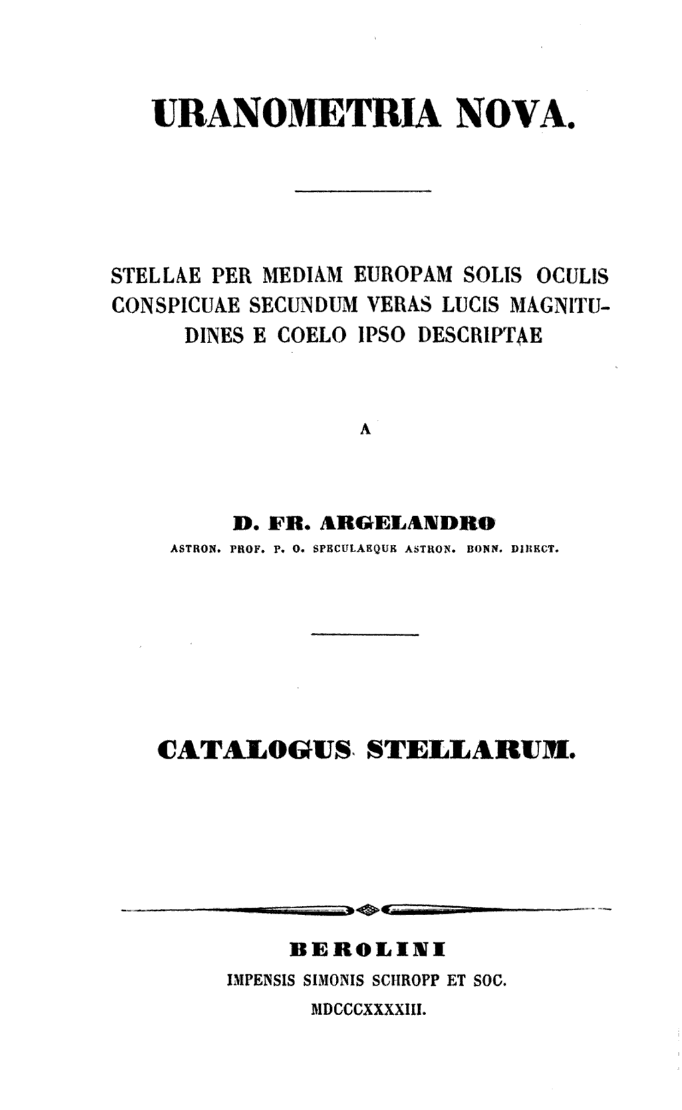
Portada de la Uranometria Nova

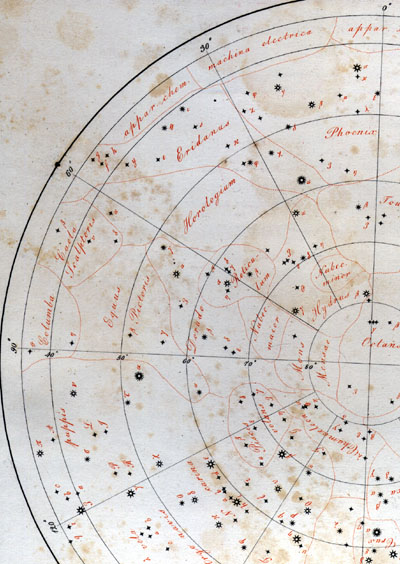
Grabado de la Uranometria Nova

La Uranometria Nova ("Uranometria Nova, Stellae per mediam Europam solis oculis conspicuae secundum veras lucis magnitudines e coelo ipso descriptae"; Urometria nueva, estrellas de toda Europa visibles a simple vista según su magnitud verdadera y descripción del cielo mismo), es un atlas estelar compilado por el astrónomo alemán Friedrich Wilhelm August Argelander (1799-1875). Publicado en Berlín en 1843, contiene 3256 estrellas del hemisferio norte visibles a simple vista. El título es una referencia a una obra anterior, la Uranometria publicada en 1603 por Johann Bayer (1572–1625).

## Contenido
La Uranometria Nova se publicó en Berlín como una obra bilingüe, con los textos en latín y en alemán, fácilmente distinguibles por la tipografía utilizada (los textos en alemán aparecen con un tipo de letra gótica).
La obra está dividida en dos volúmenes, el primero conteniendo las tablas, y el segundo una colección de cartas estelares:
- El primer volumen contiene diecisiete tablas con información útil tanto para los profesionales como para los astrónomos aficionados. Argelander se ocupó tanto de la precisión de estos datos (especialmente coordenadas celestes y brillo), como del origen mitológico de los nombres de las constelaciones utilizados.

- El segundo volumen contiene diecisiete grabados con los sectores del cielo correspondientes a las tablas del primer volumen. Con un grafismo muy simplificado, muestra las estrellas en su posición, utilizando puntos de distinto grosor para indicar su brillo. En segundo plano aparecen las figuras que permiten identificar las constelaciones por su forma y los límites entre las mismas.

La división y denominación de las constelaciones utilizadas en esta obra es el origen de la nomenclatura moderna, y de las 88 constelaciones actuales, solo falta Pyxis. Tan solo tres de las denominaciones utilizadas por Argelander han quedado obsoletas (la Máquina eléctrica de Johann Elert Bode y las dos Nubecillas de Magallanes).